# Henry Chandler Cowles
Henry Chandler Cowles (Kensington, 27 de febrero de 1869 - Chicago, 12 de septiembre de 1939) fue un profesor, botánico, geobotánico y ecólogo pionero estadounidense (ver Historia de la ecología). Originario de Kensington, Connecticut, oncurriendo al Oberlin College, Ohio. Estudió en la Universidad de Chicago con el taxónomo vegetal John M. Coulter y el geólogo Thomas Chrowder Chamberlin como sus principales maestros. Obtuvo su Ph.D. en 1898 por su estudio de sucesión ecológica de la vegetación de las dunas del lago Míchigan. La inspiración de esos estudios provinieron de sus lecturas de Plantesamfund del botánico danés y ecólogo pionero Johannes Eugenius Bülow Warming. La traducción del término de Warming al idioma inglés como "Oecology" llevó a Cowles a comenzar a ser uno de los primeros en popularizarlo como ecología. A su vez, Cowles estudió idioma danés para poder leer el original y más tarde (en 1905) visitó a Warming en Copenhague.
Entre los estudiantes de Cowles, quienes hicieron avance en ecología, fueron Victor E. Shelford, William Skinner Cooper, Paul Sears, George Damon Fuller, Walter P. Cottam, Arthur G. Vestal, May Theilgaard Watts. Cowles también se desempeñó como asistente de campo especial del Servicio Geológico de los Estados Unidos.

## Algunas publicaciones
- bertha morris Parker, henry chandler Cowles. The book of plants. May G. Quigley collection. Ed. Houghton Mifflin Co. 252 pp. 1925
- henry chandler Cowles, john gaylord Coulter. A spring flora for high schools. 144 pp. 1915. Reimprimió BiblioBazaar, 2010. ISBN 1-143-10095-6
- --------------. Text-Book of Botany. 1910
- --------------. The causes of vegetational cycles. 33 pp. 1910
- --------------. Plant Societies of Chicago and Vicinity. 76 pp. 1901. Reimprimió Nabu Press, 2010. ISBN 1-176-27112-1
- --------------. Ecological Relations of the Vegetation on the Sand Dunes of Lake Michigan. 119 pp. 1899. Reimprimió Kessinger Publ. 2010. ISBN 1-161-83153-3

## Reconocimientos
- Cofundador de la Ecological Society of America.[5] y su presidente

## Eponimia
Cowles Bog: uno de sus lugares de estudio de campo se llama ahora así en su honor; Cowles Bog y otras regiones de dunas se conservaron más tarde para el público como parte de la Indiana Dunes National Lakeshore. Cowles Bog está ubicado en Shore Drive, Dune Acres, Indiana.